# Associazione Sportiva Simmenthal-Monza 1958-1959
Questa pagina raccoglie le informazioni riguardanti l'Associazione Sportiva Simmenthal-Monza nelle competizioni ufficiali della stagione 1958-1959.

## Stagione
Il presidente Claudio Sada si affida all'allenatore Pietro Rava ex terzino della Juventus e della Nazionale. 
Dal mercato gli vengono messi a disposizione i difensori Gastone Tellini che arriva dal Vigevano e Giuseppe Patrucco dalla Juventus. Arrivano i centrocampisti Franco Mori dalla Sampdoria ed il promettente diciottenne Carlo Volpi dalla Don Bosco, la mezzala Aldo Catalani proveniente dalla Reggiana, le punte Rino List dal Vigevano, Giovanni Brenna dalla Snia di Varedo e Guido Zucchini dal Como. 
Partenza a razzo in campionato: nelle prime sei giornate mette insieme dieci punti, poi scivola lentamente a metà classifica, dopo la sconfitta interna con il Como alla fine di aprile. 
L'allenatore Pietro Rava viene sostituito da Manlio Cipolla, il quale traghetta la squadra ad un onorevole settimo posto finale. 
In Coppa Italia la compagine biancorossa supera tre turni eliminando Siena, Carbosarda e Fedit Roma, prima di cedere al blasonato Genoa (2-1) negli ottavi di finale.

## Rosa
| N. |                   | Ruolo | Calciatore          |
| -- | ----------------- | ----- | ------------------- |
|    | Italia (bandiera) | D     | Pietro Adorni       |
|    | Italia (bandiera) | A     | Enrico Brambilla    |
|    | Italia (bandiera) | A     | Giovanni Brenna     |
|    | Italia (bandiera) | P     | Ademaro Breviglieri |
|    | Italia (bandiera) | P     | Carlo Covacich      |
|    | Italia (bandiera) | C     | Franco Carminati    |
|    | Italia (bandiera) | A     | Italo Carminati     |
|    | Italia (bandiera) | C     | Aldo Catalani       |
|    | Italia (bandiera) | D     | Francesco Copreni   |
|    | Italia (bandiera) | C     | Pietro Dalio        |
|    | Italia (bandiera) | A     | Franco Danova       |
|    | Italia (bandiera) | A     | Achille Fraschini   |
|    | Italia (bandiera) | C     | Sergio Frascoli     |

| N. |                   | Ruolo | Calciatore        |
| -- | ----------------- | ----- | ----------------- |
|    | Italia (bandiera) | C     | Giovanni Galeone  |
|    | Italia (bandiera) | D     | Romano Grassi     |
|    | Italia (bandiera) | A     | Rino List         |
|    | Italia (bandiera) | A     | Santino Maestri   |
|    | Italia (bandiera) | C     | Sergio Magni      |
|    | Italia (bandiera) | A     | Angelo Meraviglia |
|    | Italia (bandiera) | C     | Franco Mori       |
|    | Italia (bandiera) | A     | Enrico Motta      |
|    | Italia (bandiera) | D     | Giuseppe Patrucco |
|    | Italia (bandiera) | C     | Gastone Tellini   |
|    | Italia (bandiera) | A     | Carlo Volpi       |
|    | Italia (bandiera) | A     | Guido Zucchini    |

## Risultati

### Serie B

#### Girone di andata
| Arbitro: | Grillo (Napoli) |

|                                    |           |  |
| Zucchini 9’ Fraschini 70’ Mori 89’ | Marcatori |  |

| Arbitro: | Annoscia (Bari) |

|                       |           |                 |
| Zucchini 19’ List 40’ | Marcatori | 92’ Carapellese |

| Arbitro: | D'Agostini (Roma) |

|               |           |                 |
| Marmiroli 85’ | Marcatori | 7’ Carminati II |

| Arbitro: | De Marchi (Pordenone) |

|  |           |            |
|  | Marcatori | 59’ Brenna |

| Monza 19 ottobre 1958 5ª giornata | Simmenthal-Monza      | 0 – 0 | Lecco | Stadio Città di Monza\| Arbitro: \| De Magistris (Torino) \| |
| Arbitro:                          | De Magistris (Torino) |       |       |                                                              |

| Arbitro: | Gambarotta (Genova) |

|  |           |                 |
|  | Marcatori | 9’ Carminati II |

| Arbitro: | Jonni (Macerata) |

|                                       |           |            |
| Fraschini 52’ (aut.) Serradimigni 70’ | Marcatori | 49’ Brenna |

| Arbitro: | Menchini (Udine) |

|                  |           |  |
| Carminati II 29’ | Marcatori |  |

| Arbitro: | Rebuffo (Milano) |

|             |           |  |
| Fattori 76’ | Marcatori |  |

| Arbitro: | Basciu (Genova) |

|                               |           |              |
| Fraschini 21’ Brenna 45’, 90’ | Marcatori | 29’ Bortolon |

| Arbitro: | Babini (Ravenna) |

|                |           |              |
| Zamperlini 23’ | Marcatori | 11’ Zucchini |

| Arbitro: | Samani (Trieste) |

|  |           |               |
|  | Marcatori | 79’ Bolognesi |

| Arbitro: | Adami (Roma) |

|                  |           |  |
| Stefanini II 77’ | Marcatori |  |

| Monza 28 dicembre 1958 14ª giornata | Simmenthal-Monza | 0 – 0 | Atalanta | Stadio Città di Monza\| Arbitro: \| Grillo (Napoli) \| |
| Arbitro:                            | Grillo (Napoli)  |       |          |                                                        |

| Arbitro: | Cariani (Roma) |

|           |           |  |
| Mosca 75’ | Marcatori |  |

| Arbitro: | Basciu (Genova) |

|                                   |           |  |
| Rosini 45’ Pinti 56’ Tribuzio 65’ | Marcatori |  |

| Arbitro: | Gambarotta (Genova) |

|              |           |                |
| Zucchini 22’ | Marcatori | 8’ Tagliamento |

| Arbitro: | Maghernino (San Severo) |

|                          |           |  |
| Scaccabarozzi 43’ (rig.) | Marcatori |  |

| Arbitro: | Angelini (Firenze) |

|              |           |  |
| Zucchini 38’ | Marcatori |  |

#### Girone di ritorno
| Arbitro: | Roversi (Bologna) |

|              |           |  |
| Vernazza 46’ | Marcatori |  |

| Arbitro: | D'Agostini (Roma) |

|                 |           |                  |
| Veglianetti 13’ | Marcatori | 58’ Carminati II |

| Arbitro: | Maghernino (San Severo) |

|                                               |           |  |
| Danova 12’ Carminati II 78’ Catalani 83’, 88’ | Marcatori |  |

| Arbitro: | Parisi (Messina) |

|          |           |  |
| List 43’ | Marcatori |  |

| Arbitro: | Ferrari (Milano) |

|                  |           |          |
| Gotti 22’ (rig.) | Marcatori | 26’ List |

| Arbitro: | Righetti (Torino) |

|                             |           |          |
| Danova 25’ Carminati II 77’ | Marcatori | 3’ Rossi |

| Arbitro: | Babini (Ravenna) |

|            |           |            |
| Brenna 78’ | Marcatori | 33’ Meanti |

| Arbitro: | Leita (Udine) |

|                   |           |                             |
| Moschino 17’, 83’ | Marcatori | 73’ Dalio 89’ (rig.) Danova |

| Arbitro: | Ubezio (Novara) |

|                                                      |           |                    |
| Carminati II 32’ Danova 37’ (rig.) Mori 52’ List 87’ | Marcatori | 14’, 36’ Sacchella |

| Arbitro: | Ascari (Carpi) |

|                     |           |  |
| Astraceli 5’ (rig.) | Marcatori |  |

| Monza 12 aprile 1959 30ª giornata | Simmenthal-Monza | 0 – 0 | Verona | Stadio Città di Monza\| Arbitro: \| Zaza (Molfetta) \| |
| Arbitro:                          | Zaza (Molfetta)  |       |        |                                                        |

| Arbitro: | Smorto (Reggio Calabria) |

|               |           |  |
| Bolognesi 41’ | Marcatori |  |

| Arbitro: | Menchini (Udine) |

|                  |           |                                |
| Carminati II 77’ | Marcatori | 25’ Stefanini II 62’ Governato |

| Arbitro: | Righi (Milano) |

|             |           |             |
| Longoni 90’ | Marcatori | 19’ Maestri |

| Arbitro: | Borasio (Alessandria) |

|                      |           |            |
| Volpi 5’ Maestri 41’ | Marcatori | 87’ Parise |

| Arbitro: | Genel (Trieste) |

|                          |           |  |
| Meraviglia 18’, 33’, 53’ | Marcatori |  |

| Arbitro: | Parisi (Messina) |

|  |           |                       |
|  | Marcatori | 47’ Volpi 89’ Maestri |

| Arbitro: | Rebuffo (Milano) |

|              |           |           |
| Frascoli 44’ | Marcatori | 73’ Negri |

| Arbitro: | Cataldo (Reggio Calabria) |

|                         |           |  |
| Orlando 15’ Alicata 66’ | Marcatori |  |

### Coppa Italia
| Arbitro: | Ubezio (Novara) |

|              |           |  |
| Zucchini 28’ | Marcatori |  |

| Arbitro: | Babini (Ravenna) |

|                |           |             |
| Brenna 7’, 21’ | Marcatori | 73’ Smenghi |

| Arbitro: | Smorto (Reggio Calabria) |

|           |           |               |
| Gaeta 41’ | Marcatori | 55’, 62’ List |

| Arbitro: | Angelini (Firenze) |

|                           |           |               |
| Abbadie 13’ Dal Monte 68’ | Marcatori | 37’ Fraschini |

## Statistiche

### Statistiche di squadra
| Competizione | Punti | In casa | In casa | In casa | In casa | In casa | In casa | In trasferta | In trasferta | In trasferta | In trasferta | In trasferta | In trasferta | Totale | Totale | Totale | Totale | Totale | Totale | DR  |
| Competizione | Punti | G       | V       | N       | P       | Gf      | Gs      | G            | V            | N            | P            | Gf           | Gs           | G      | V      | N      | P      | Gf     | Gs     | DR  |
| ------------ | ----- | ------- | ------- | ------- | ------- | ------- | ------- | ------------ | ------------ | ------------ | ------------ | ------------ | ------------ | ------ | ------ | ------ | ------ | ------ | ------ | --- |
| Serie B      | 40    | 19      | 11      | 6       | 2       | 30      | 12      | 19           | 3            | 6            | 10           | 12           | 21           | 38     | 14     | 12     | 12     | 42     | 33     | +9  |
| Coppa Italia |       | 2       | 2       | 0       | 0       | 3       | 1       | 2            | 1            | 0            | 1            | 3            | 3            | 4      | 3      | 0      | 1      | 6      | 4      | +2  |
| Totali       |       | 21      | 13      | 6       | 2       | 33      | 13      | 21           | 4            | 6            | 11           | 15           | 24           | 42     | 17     | 12     | 13     | 48     | 37     | +11 |

### Statistiche dei giocatori
| Giocatore      | Serie B  | Serie B | Coppa Italia | Coppa Italia | Totale   | Totale |
| Giocatore      | Presenze | Reti    | Presenze     | Reti         | Presenze | Reti   |
| -------------- | -------- | ------- | ------------ | ------------ | -------- | ------ |
| P. Adorni      | 4        | 0       | 2            | 0            | 6        | 0      |
| E. Brambilla   | 6        | 0       | 1            | 0            | 7        | 0      |
| G. Brenna      | 17       | 5       | 4            | 2            | 21       | 7      |
| A. Breviglieri | 38       | -33     | 2            | -1           | 40       | -34    |
| Broglio        | 0        | 0       | 1            | 0            | 1        | 0      |
| F. Carminati   | 2        | 0       | 1            | 0            | 3        | 0      |
| I. Carminati   | 30       | 8       | 2            | 0            | 32       | 8      |
| A. Catalani    | 18       | 2       | 3            | 0            | 21       | 2      |
| F. Copreni     | 38       | 0       | 2            | 0            | 40       | 0      |
| C. Covacich    | 0        | 0       | 1            | -2           | 1        | -2     |
| P. Dalio       | 30       | 1       | 2            | 0            | 32       | 1      |
| F. Danova      | 15       | 4       | 1            | 0            | 16       | 4      |
| A. Fraschini   | 26       | 2       | 3            | 1            | 29       | 3      |
| S. Frascoli    | 24       | 1       | 2            | 0            | 26       | 1      |
| G. Galeone     | 1        | 0       | 1            | 0            | 2        | 0      |
| M. Ghirardi    | 0        | 0       | 1            | -1           | 1        | -1     |
| R. Grassi      | 12       | 0       | 1            | 0            | 13       | 0      |
| R. List        | 27       | 4       | 3            | 2            | 30       | 6      |
| S. Maestri     | 7        | 3       | 0            | 0            | 7        | 3      |
| A. Magni       | 0        | 0       | 1            | 0            | 1        | 0      |
| S. Magni       | 19       | 0       | 3            | 0            | 22       | 0      |
| A. Meraviglia  | 7        | 3       | 1            | 0            | 8        | 3      |
| F. Mori        | 27       | 2       | 4            | 0            | 31       | 2      |
| E. Motta       | 1        | 0       | 0            | 0            | 1        | 0      |
| G. Patrucco    | 19       | 0       | 2            | 0            | 21       | 0      |
| G. Tellini     | 23       | 0       | 0            | 0            | 23       | 0      |
| C. Volpi       | 10       | 2       | 1            | 0            | 11       | 2      |
| G. Zucchini    | 17       | 5       | 2            | 1            | 19       | 6      |